# Enrico Marone Cinzano
Enrico Eugenio Antonio Marone Cinzano (Turim, 15 de março de 1895 – Genebra, 23 de outubro de 1968) foi um 
empresário, dirigente de futebol e nobre italiano. Foi presidente do Torino Football Club de 1924 até 1927.

## Casamentos e descendência
Casou-se em primeiras núpcias a 25 de abril de 1928 em Paris, com Noemí Rosa de Alcorta y García-Mansilla.
Eles tiveram três filhos:
- Alberto Paolo (1929-1989);
- Consuelo Paola;
- Rosa Ana;

Já viúvo, casou-se pela segunda vez a 10 de junho de 1940 na Basílica de San Camilo de Lelis em Roma, com a infanta Maria Cristina da Espanha, filha do rei Afonso XIII da Espanha. Antes de se casar com a infanta espanhola, o rei Vítor Emanuel III da Itália concedeu-lhe o título de Conde de Marone-Cinzano, para que não houvesse tanta diferença no status social. Eles tiveram quatro filhas:
- Vittoria Eugenia (1941);
- Giovanna Paola (1943);
- Maria Teresa (1945);
- Ana Alessandra (1948).

Enrico foi voluntário no "Regio Esercito" durante a Primeira Guerra Mundial, onde obteve o posto de tenente. Também foi presidente do Torino Football Club de 1924 até 1927 e Presidente da Câmara de Comércio de Turim.